# Похьонен, Киммо
Ки́ммо По́хьонен (фин. Kimmo Pohjonen, родился 16 августа 1964, Вииала, Пирканмаа, Финляндия) — финский музыкант, аккордеонист. Свыше двадцати лет выступает с импровизациями, играет музыку в стиле рок, авангард, финскую народную музыку, а также классику. Модернизировал традиционное звучание финского аккордеона современными технологиями саунд-дизайна.

### Образование
Киммо Похьонен родился в семье аккордеониста. В возрасте десяти лет сам начал играть на кнопочном аккордеоне. Окончив Консерваторию в Хельсинки (1980—1985), продолжил изучать классическую и народную музыку в Академии Сибелиуса (1985—1996). Кроме того, в 1985—1992 годах учился в Bagamoyo College of Arts (Танзания) и в 1994 году в Буэнос-Айресе (Аргентина).

### Музыкальная карьера
Играя время от времени в местных поп- и рок-группах (см. в дискографии: Toni Rossi And Sinitaivas), Похьонен был замечен и приглашен в фолк-группу Ottopasuuna, в 1998 году он на короткое время присоединился к рок-группе Ismo Alanko Säätiö, после чего начал сольную работу, успевая участвовать в студийной и концертной работе дуэта Pinnin Pojat (совместный проект Киммо Похьонена и скрипача Arto Jarvela). В марте 1999 года вышел его дебютный альбом «Kielo». Он быстро получил в прессе статус лучшего альбома года. Пластинки издавались на местном лейбле Rockadillo и переиздавались в Германии на лейбле West Park. Весной 2000 года Похьонен поучаствовал с оркестром Tapiola Sinfonietta в оригинальном свето-музыкальном проекте Kalmusikkisin Fonia (три концерта состоялись в Savoy Theater в Хельсинки, результаты опубликованы в формате CD/DVD, пластинка "Kalmuk" (2002)). В 2001 году к Похьонену присоединился его знакомый по Консерватории Самули Косминен, также участвовавший в работе над «Kalmuk», и экспрессия выступлений выходит на следующий уровень. Едва ли не главный финский перкуссионист, Косминен успел поиграть в доброй половине финских групп, пробуя себя в роке, попе, джазе и электронике. Свой звук он нашёл в 1998 году, играя с Похьоненом в трио Broken Windows, семплируя собственные ударные и обогащая саунд электронными эффектами. После выпуска пластинки «Kluster» удачно найденная форма сотрудничества была переименована в одноименный тандем. На отдельных выступлениях к ним присоединяется Abdissa «Mamba» Assefa — ещё один финский перкуссионист-виртуоз. Двойной дуэт Kluster с музыкантами King Crimson Треем Ганном и Пэтом Мастелотто (двое последних выступают отдельно под названием TU) получил лаконичное название KTU. В этом составе группа выступает, по результатам концертов в Токио в 2004 году выпущен диск «8 Armed Monkey». Весной 2006 года Kluster выступил вместе с новым финским струнным арт-проектом Proton Quartet. С 2014 года снова выступает с французским барабанщиком Эриком Эшампаром (Eric Echampard).

### Киномузыка
В 2006 году музыкант продолжил осваивать новые территории: им написаны саундтреки к российскому фильму «Маяк» и финско-китайскому «Воин севера» (Jadesoturi).

### Педагогическая деятельность
Похьонен преподает игру на аккордеоне в Академии Сибелиуса, а также в США, Швеции, Дании и Нидерландах.

## Дискография

### Студийные альбомы
- «Kielo» (1999)
- «Kluster» (2002)
- «Iron lung» (2004) (концертная компиляция; официально издана для распространения в России лейблом Союз рекордс).
- «Kalmuk» (2004) (Kimmo Pohjonen / Tapiola Sinfonieta)
- «Kalmuk» (2004) Kalmuk — DVD symphony (видео релиз)
- «Uumen» (2005) (Kimmo Pohjonen / Eric Echampard)
- «8 Armed Monkey» (сентябрь 2005) (KTU)
- «Quiver» (2009) (KTU)
- Uniko (2011) (Kronos Quartet/Kimmo Pohjonen/Samuli Kosminen)
- Murhaballadeja (2012) (Heikki Laitinen/Kimmo Pohjonen)
- Sensitive Skin (2015)

### Записи с другими музыкантами
- Lisäksi esiintynyt eri artistien levyillä:
  - Ismo Alanko säätiö, Pulu (1998)
  - Ismo Alanko säätiö, Luonnossa (1999)
  - Ismo Alanko säätiö, Sisäinen solarium (2000)
  - Pinnin Pojat (1992)
  - Pinnin Pojat, Gogo 4 (1994)
  - Pinnin Pojat, Hala Hoa Hi! (1994)
  - Erkki Rankaviita ja Pinnin Pojat (1996)
  - Ottopasuuna (1992)
  - Ottopasuuna (1993)
  - Ottopasuuna, Suokaasua «Swampgas» (1996)
  - Eric Peltoniemi, Suomi (1993)
  - Suomen miesorkesteri (1993)
  - Suomen miesorkesteri, Kide (1995)
  - Suomen miesorkesteri ja Heikki Laitinen (1997)
  - Toni Rossi & Sinitaivas (1990)
  - Maria Kalaniemi
- Pohjonen Alanko (совместно с Исмо Аланко и Tuomas Norvio)
  - Voice of Northern Lowland (2022)[3]

## Выступления в России
Артист несколько раз выступал в России (г. Санкт-Петербург, г. Москва, г. Казань):
- сентябрь 2001 — выступление в ГЦКЗ «Россия», в рамках дней Хельсинки в Москве
- апрель 2002 — выступление с Samuli Kosminen (проект Kluster) в рамках фестиваля SKIF (Sergey Kuryokhin International Festival)
- сентябрь 2003 — выступление в Летнем саду в рамках недели Финляндии в Санкт-Петербурге
- весна 2004 — выступление вместе с Kronos Quartet
- октябрь 2005 — выступление в составе проекта KTU
- декабрь 2006 — анонсирован хедлайнером медиафестиваля современного искусства Финляндии
- январь 2008
- сентябрь 2008 — выступление в составе проекта KTU в рамках King Crimson Festival
- август 2008 — выступление в составе проекта KTU на фестивале «Сотворение мира» в Казани
- июль 2009 — выступление в составе проекта KTU на фестивале «Жизнь прекрасна… без наркотиков» (Санкт-Петербург)
- осень 2010 — выступление в КДЦ в составе проекта KTU (Пермь)

## Выступления на Украине
5.09.2010 — Выступление на фестивале Гогольfest совместно с группой Даха Браха